# The Bridges of Madison County (musical)
The Bridges of Madison County è un musical con colonna sonora di Jason Robert Brown su libretto di Marsha Norman, tratto dal romanzo di Robert James Waller I ponti di Madison County (1992). Il musical debuttò al Williamstown Theatre Festival nell'agosto 2013, prima di andare in scena al Gerald Schoenfeld Theatre di Broadway per 137 repliche, tra il 20 febbraio e il 18 maggio 2014. Nonostante il musical non abbia recuperato l'investimento iniziale e non sia rimasto in scena a lungo, The Bridges of Madison County ha vinto due Tony Award: alle migliori orchestrazioni e alla migliore colonna sonora originale. In seguito il musical andò in scena anche nei Paesi Bassi, nelle Filippine e nel Regno Unito. 

## Trama
Winterset, Iowa, 1965. Francesca Johnson, italiana, conduce una vita tranquilla con la famiglia, finché il marito Bud non parte con i due figli per un breve viaggio. Durante l'assenza del marito, il fotografo del National Geographic Robert Kincaid si imbatte in Francesca mentre cerca i ponti coperti di Madison County per un servizio. Tra i due scoppia un travolgente amore che, superate le ritrosie iniziali di Francesca, donna di famiglia, si sviluppa in qualcosa di intenso e sconvolgente che cambia radicalmente il destino dei due amanti. 
Ma Francesca, temendo il giudizio della cittadina e, soprattutto, non volendo abbandonare i figli, rinuncia a scappare con Robert e lo lascia andare per tornare alla vita monotona con il marito Bud e i figli Michael e Carolyn. Passano gli anni e Michael si laurea in medicina, Carolyn si sposa e Bud muore di malattia, lasciando Francesca, più anziana e sola, in preda dei ricordi dell'amore perduto. Anche Robert, malato, ripensa ai giorni passati con la bella napoletana, dà le dimissioni dal National Geographic. Anche se i due non si rivedranno mai, Francesca non rimpiange la sua decisione, ma pensa spesso al fotografo. E se i due non possono rivedersi nella vita reale, possono almeno sognare un loro nuovo incontro ai ponti coperti di Madison County.

## Brani musicali
Atto I
- To Build a Home - Francesca e cast
- Home Before You Know It - Bud, Michael, Carolyn e Francesca
- Temporarily Lost - Robert
- What Do You Call a Man Like That? - Francesca
- You're Never Alone - Bud e cast
- Another Life - Marian
- Wondering - Robert e Francesca
- Look At Me - Francesca, Robert e cast
- The World Inside a Frame - Robert
- Something From a Dream - Bud
- Get Closer - Marge e radio
- Falling Into You - Robert e Francesca

Atto II
- State Road 21/The Real World - State Fair Singer, Michael, Carolyn e cast
- Who We Are and Who We Want to Be - Robert, Francesca e cast
- Almost Real - Francesca
- Before and After You/One Second and a Million Miles - Robert e Francesca
- When I'm Gone - Charlie, Bud e cast
- It All Fades Away - Robert
- Always Better - Francesca, Robert e cast